# Лондонска општина Сатон
Градска општина Сатон (енгл. London Borough of Sutton) је лондонска општина која се налази у Јужном Лондону, у Енглеској и спада у шире језгро Лондона. Њена површина је 43 km², и она је 80. лондонска општина по броју становника. Уједно је и најјужнија лондонска општина. Смештена је јужно од лондонске општине Мертон, западно од општине Кројдон и источно од Кингстона на Темзи. Локалну власт има Веће градске општине Сатон. 

## Историја
Општина је формирана 1965. године када су спојене варошке општине Сатона и Кема са варошком општином Бедингтона и Волингтона и урбани округ Карлтон који је претходно био део Сурија.

## Окрузи
У општини се налазе следеће области:
- Брендон Хил
- Бедингтон
- Угао Бедингтон
- Белмонт
- Бенхилтон
- Карлтон
- Карлтон Бичиз
- Карлтон на Брду
- Кем
- Хакбриџ
- Литл Вудкет
- Северни Кем
- Роуз Хил
- Св. Хелијер
- Јужни Бедингтон
- Сатон
- Сатон хај стрит
- Врајд
- Волингтон
- Вудкет Грин
- Парк Ворстер